# Taczka

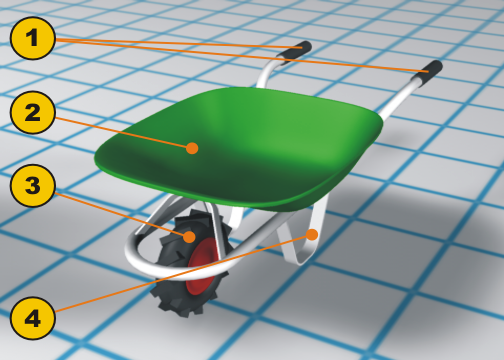
1: uchwyty
2: skrzynia ładunkowa
3: koło
4: podpórka

Flaga Pitcairn

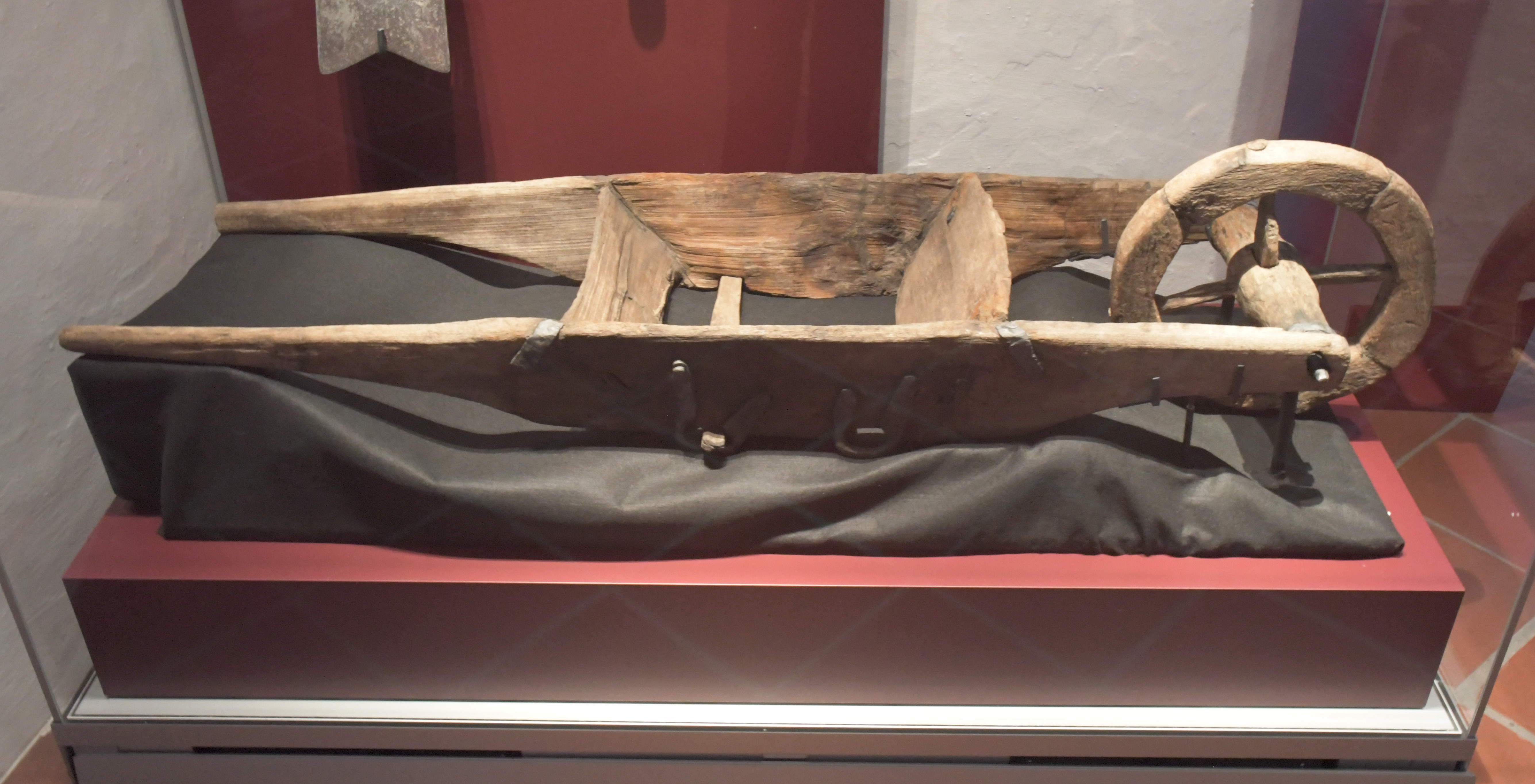
Najstarsza zachowana w Europie taczka z Ingolstadt, ok. 1537 r.

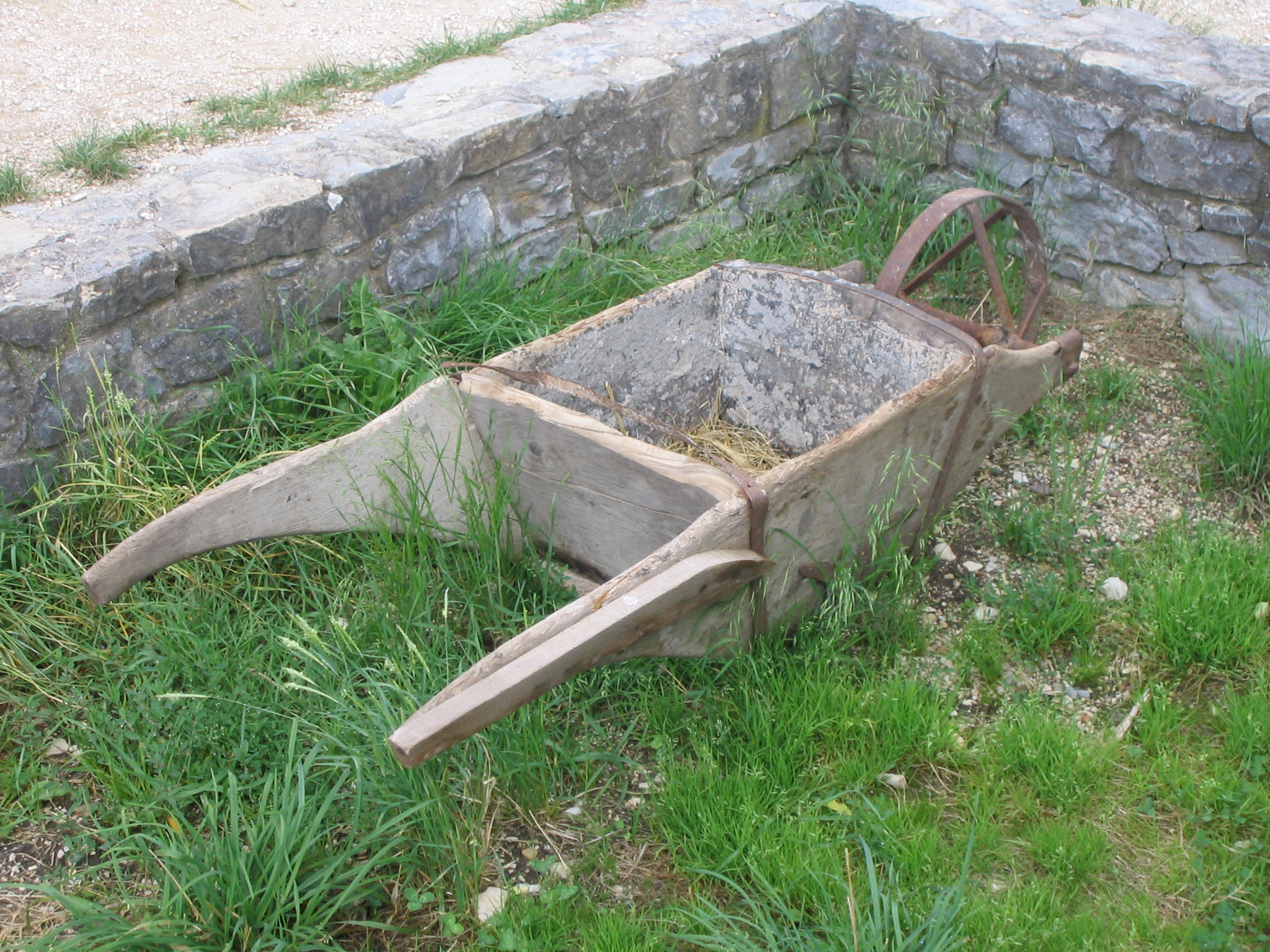
Starszy typ taczki drewnianej

Taczka, taczki – mały wózek z jednym kołem, częściowo unoszony ręcznie, używany do transportu przedmiotów lub materiałów sypkich na niewielkich odległościach. Taczki wyposażone są w dwa uchwyty, przy pomocy których są unoszone i pchane, rzadziej ciągnięte, przez człowieka. Wykonywane są z drewna, metalu, plastiku lub kombinacji tych materiałów. Znajdują szerokie zastosowanie w ogrodnictwie i na placach budowy.
Wyraz taczka  jest regionalnym plurale tantum, tj. wyrazem w niektórych regionach stosowanym wyłącznie w liczbie mnogiej, jako taczki.
Taczka znana była w Chinach od ok. 230 roku (według tradycji wynalazł ją wówczas Zhuge Liang). W Europie używana od XII wieku. Została zapewne przyswojona poprzez Bliski Wschód w następstwie wypraw krzyżowych.

## Heraldyka
Występuje jako element flagi i herbu Wyspy Pitcairn.